# 田島硝子
田島硝子株式会社（たじまがらす）は、東京都江戸川区の江戸硝子、江戸切子メーカー。1956年（昭和31年）6月28日に田嶌松太郎が江戸川区で創業。1962年（昭和37年）に現在地の江戸川区松江に自社工場を設立。業務用のタンブラーやワイングラス等を製作している。
江戸切子の仕上げとなる磨きの工程では薬品を使用した酸磨きと手磨きを合わせて行うのが一般的だが、田島硝子ではこの工程をすべて手磨きで行っている。また、2009年（平成21年）には江戸切子で初めて黒の色硝子を被せることに成功した。

## 沿革
（出典）
- 1956年（昭和31年） - 田嶌松太郎が江戸川区で田島硝子製作所を創業。
- 1957年（昭和32年） - 田島硝子株式会社に改組、代表取締役に田嶌松太郎が就任。
- 1962年（昭和37年） - 江戸川区松江に自社工場新設。
- 1996年（平成8年） - 田嶌文男が代表取締役に就任。
- 2012年（平成24年） - 田嶌大輔が代表取締役に就任。前代表の田嶌文男は会長に就任。

## 製品

### 富士山グラス
田島硝子では江戸硝子製品として「富士山祝盃」「富士山グラス」「富士山宝永グラス」の「富士山3部作」を展開している。「富士山グラス」は使い勝手を重視したグラスシリーズで、グラス底の富士山は本物に近いようにあしらわれている。コラボレーションも多く、過去には『機動戦士ガンダム』や『エヴァンゲリオン』、『ゆるキャン△』等とのコラボ商品が発売された。
田島硝子や正規代理店の画像・動画を無断転用して宣伝し粗悪品を販売する悪質な販売が横行し、田島硝子は2018年から注意を呼びかけている。